# أنتينيا
أنتينيا كانت شركة طيران جزائرية تعمل في مجال الشحن الجوي، وهي الآن مندمجة في شركة الخطوط الجوية الخليفة.